# Мустафино (Бакалинский район)
Мустафино (баш. Мостафа) — село в Бакалинском районе Башкортостана, центр Мустафинского сельсовета.

## Географическое положение
Расстояние до:
- районного центра (Бакалы): 23 км,
- ближайшей ж/д станции (Туймазы): 62 км.

## История
Село было основано в конце XVIII века башкирами Саралы-Минской волости Белебеевского уезда Оренбургской губернии на собственных вотчинных землях.
В «Списке населенных мест по сведениям 1870 года», изданном в 1877 году, населённый пункт упомянут как деревня Мустафина 4-го стана Белебеевского уезда Уфимской губернии. Располагалась при речке Сакате, по левую сторону просёлочной дороги из Белебея в Мензелинск, в 120 верстах от уездного города Белебея и в 35 верстах от становой квартиры в деревне Курачева. В деревне, в 111 дворах жили 653 человека (332 мужчины и 321 женщина, татары, башкиры), были мечеть, училище, 7 водяных мельниц. Жители занимались пчеловодством.

## Население
| 2002 | 2009 | 2010 |
| ---- | ---- | ---- |
| 985  | ↘910 | ↘821 |

Согласно переписи 2002 года, преобладающие национальности — башкиры (71 %), татары (28 %).

## Религия
В селе есть мечеть.

## Известные жители
- Ахметгареев, Акмалетдин Зиганович (1932—2002) — нефтяник, Герой Социалистического Труда (1971).